# Hypena costipuncta
Hypena costipuncta là một loài bướm đêm trong họ Erebidae.